# 衰微
| ウィキペディアには「衰微」という見出しの百科事典記事はありません（タイトルに「衰微」を含むページの一覧/「衰微」で始まるページの一覧）。 代わりにウィクショナリーのページ「衰微」が役に立つかもしれません。 |